# U Ruské boudy
U Ruské boudy je studánka nacházející se u lesní cesty v lese u vesnice Milovy, poblíže skal Černá skála, ve Žďárských vrších v pohoří Hornosvratecká vrchovina. Leží na katastrálním území Milovy obce Sněžné v okrese Žďár nad Sázavou v Kraji Vysočina.
Voda ze studánky nepitná.

## Další informace
Nedaleko od lesní silnice u přírodní památky Černá skála (ve svazích hory Suchý kopec) se nachází kameny obložená a dřevěnou stříškou krytá studánka. Stříšku postavily Lesy České republiky. Voda ze studánky stéká do Studeného potoka a patří do povodí řeky Svratka, přítoku řeky Dyje v úmoří Černého moře. Studánka se nachází ve výšce cca 704 m n. m. Místo je celoročně volně přístupné.

## Galerie

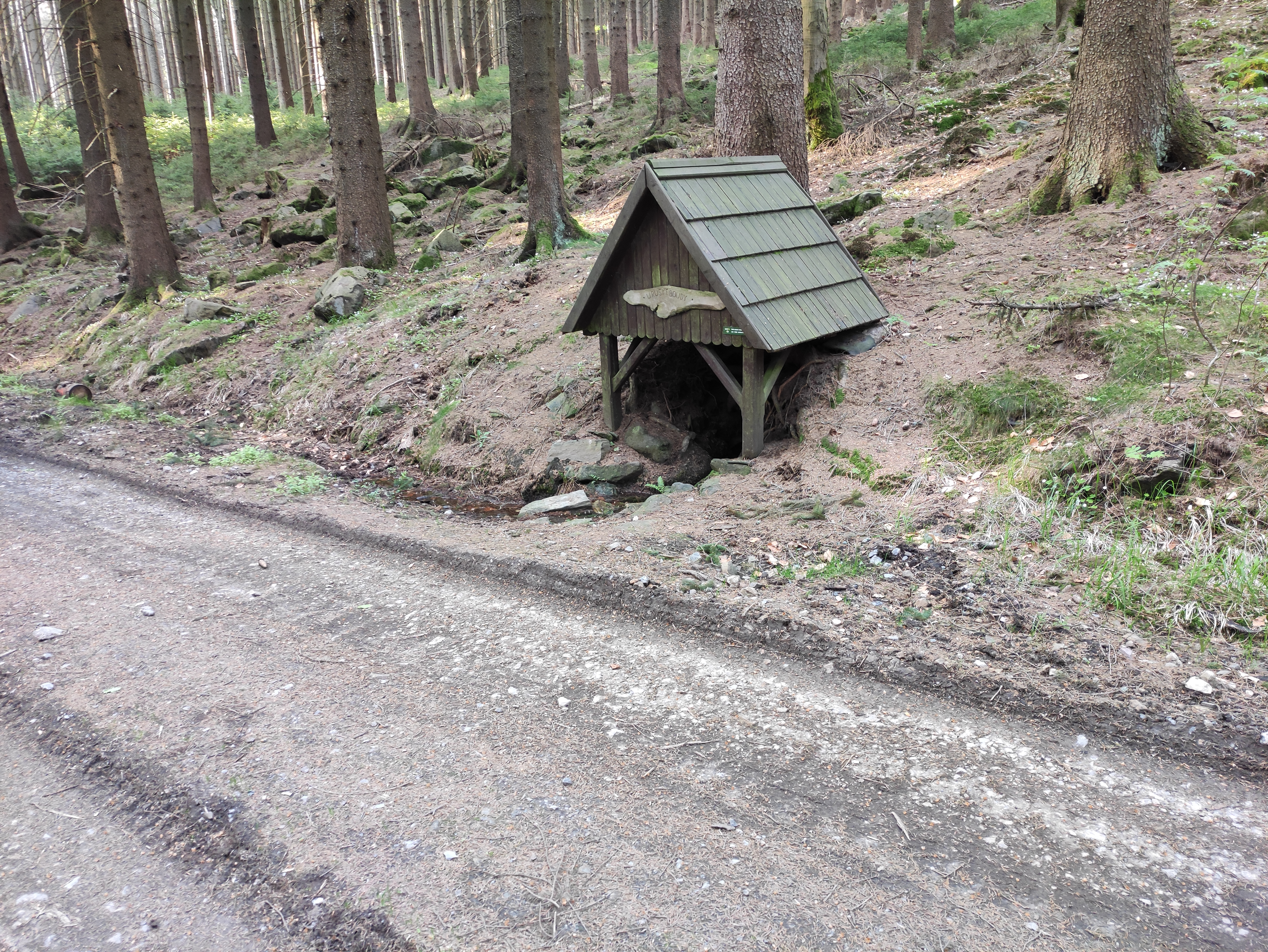
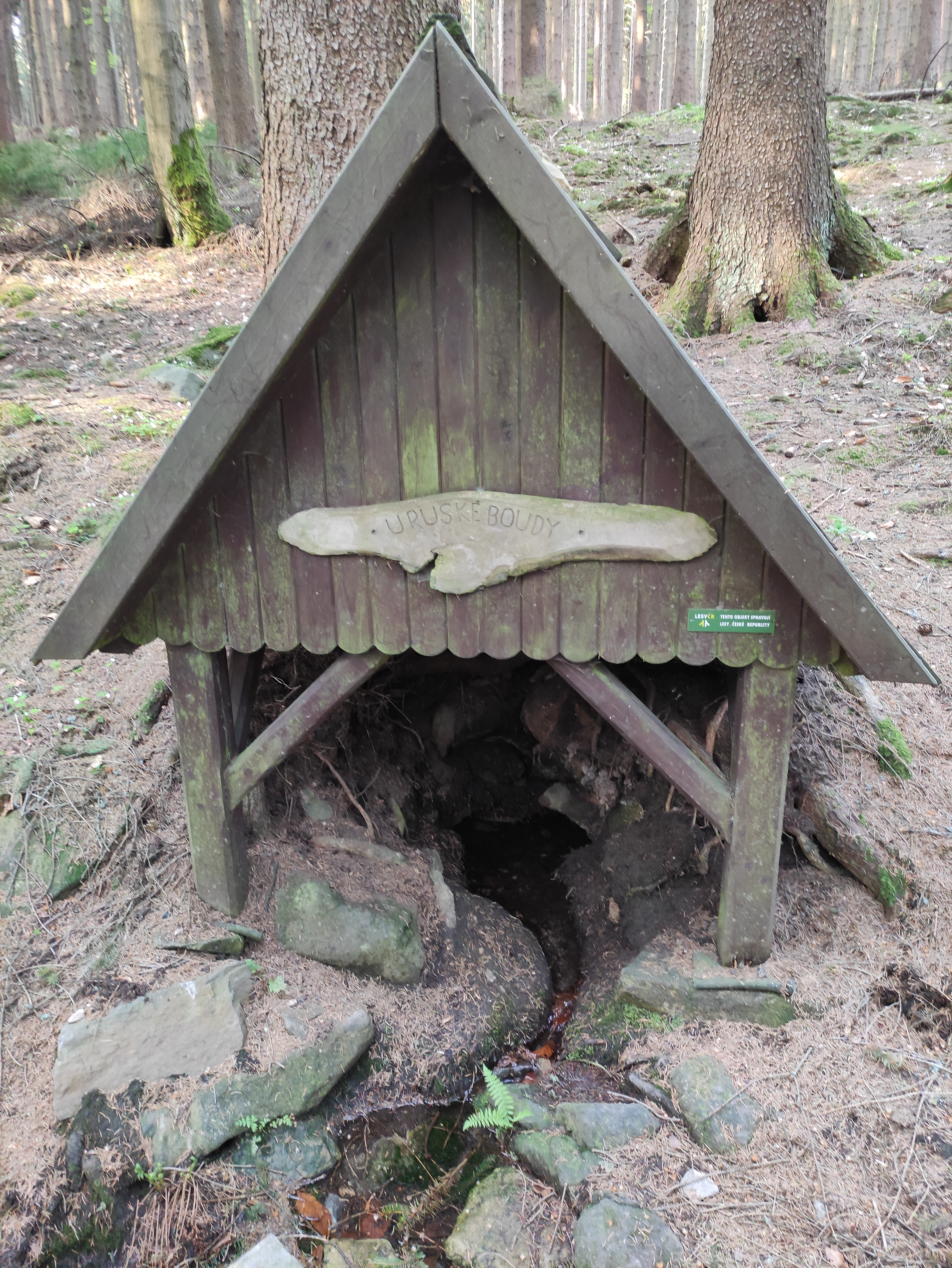